# Картлуєво
Картлу́єво (рос. Картлуево, чув. Аманик) — присілок у складі Козловського району Чувашії, Росія. Входить до складу Карамишевське сільського поселення.
Населення — 479 осіб (2010; 552 у 2002).
Національний склад:
- чуваші — 98 %